# Håkan Wennberg
Björn Håkan Wennberg, född 21 juli 1946 i S:t Görans församling, Stockholm, är en svensk manusförfattare, filmregissör och skådespelare.

## Biografi
Wennberg växte upp i Stockholm och senare Linköping och kom i slutet av 1960-talet till Lund för att studera. Där fick han kontakt med Lilla teatern med Med Reventberg och Ulf Dageby, och fick medverka i en uppsättning av Flotten av Kent Andersson samt uppstarten av en förortsteater i Malmö.
Trion Wennberg, Reventberg och Dageby samt några andra av Malmögrupperingen kom 1970 till Backa i Göteborg, där scenen på Selma Lagerlöfs torg blev en replokal och ett nav för Nationalteaterns verksamhet, där barn- och ungdomsteater utvecklades för att sedan framföras på turné. Tältprojektet 1977 blev både en höjdpunkt och en slutpunkt för Wennberg, som upplevde att politiseringen kvävde fortsatt konstnärlig utveckling.
Efter några års uppehåll gjorde Wennberg en uppsättning av en sen kabaret, Nattståndet, och engagerade Lasse Brandeby som konferencier vilket ledde till ett mångårigt samarbete i olika konstellationer.

## Filmografi

### Roller

#### Filmer
- 1978 - Tältet
- 1983 - Munspelet
- 1983 - "Nära havet" - dokumentärfilm om arbetet på en trålare
- 1985 - Smugglarkungen - skäggig tullare
- 1988 - Enligt beslut - häktesvakt
- 1999 - Sjön - Ernst Berg
- 2005 - Jag tänker på mig själv – och vänstern

#### TV-serier
- 1987 - Kurt Olssons television

### Regi

#### Filmer
- 1985 - Nära havet
- 1990 - Kurt Olsson – filmen om mitt liv som mej själv
- 1995 - Ögonblick

#### TV-serier
- 1987 - Kurt Olssons television
- 1990 - Kurt Olssons julkalender
- 1994 - Döda danskar räknas inte
- 1998 - Rena rama Rolf, 2 avsnitt

### Manus

#### Filmer
- 1990 - Kurt Olsson – filmen om mitt liv som mej själv

#### TV-serier
1990 - Kurt Olssons julkalender